# كريس مارتن (لاعب كرة قدم)
كريستوفر هيو مارتن (بالإنجليزية: Christopher Hugh "Chris" Martin)‏ هو لاعب كرة قدم اسكتلندي إنجليزي المولد في مركز الهجوم ولد في يوم 4 نوفمبر 1988 في بلدة بيكلس في إنجلترا، يلعب حالياً مع نادي فولهام كمعار من ديربي كاونتي وسبق له اللعب مع نادي سويندون تاون وكريستال بالاس ولتن تاون ونورويتش سيتي، وفي سنة 2014 بدأ باللعب مع منتخب اسكتلندا لكرة القدم ويبلغ طوله 183 سم.

## روابط خارجية
- كريس مارتن على موقع الاتحاد الأوربي (الإنجليزية)
- كريس مارتن على موقع قاعدة بيانات كرة القدم.إي يو (الإنجليزية)
- كريس مارتن على موقع ناشيونال فوتبول تيمز (الإنجليزية)
- كريس مارتن على موقع Soccerbase.com (لاعب) (الإنجليزية)
- كريس مارتن على موقع عالم كرة القدم.نت (الإنجليزية)
- كريس مارتن على موقع AS.com (الإسبانية)